# Johann Gottlieb Buhle
Pour les articles homonymes, voir Buhle.
Johann Gottlieb Buhle (29 septembre 1763 à Brunswick - 11 août 1821 à Brunswick), est un philosophe et érudit brunswickois.

## Biographie
Fils du médecin et écrivain scientifique Christian August Buhle (de) (1734-1807), Buhle grandit à Brunswick. Doué d'une mémoire prodigieuse, d'un esprit aussi sagace que pénétrant, il fut en peu de temps profondément versé dans les études philologiques et philosophiques, fut appelé, à vingt-quatre ans, à enseigner en qualité de professeur extraordinaire la philosophie à Göttingen, et devint professeur titulaire en 1792. Se trouvant privé de sa chaire par suite des événements politiques, il accepta les propositions qui lui furent faites par le gouvernement russe, se rendit à Moscou, professa à l'université de cette ville l'histoire, la philosophie et la littérature ancienne, et fut nommé conseiller d'État, inspecteur des écoles, bibliothécaire de la grande-duchesse Catherine, membre du conseil du prince d'Oldenbourg, aux appointements de 7 000 roubles. Contraint de quitter Moscou en 1812, lors de la campagne de Napoléon, il passa à Saint-Pétersbourg, puis se décida à revenir, en 1814, dans sa ville natale, où il prit possession d'une chaire au collège Carolin. Le gouvernement de Brunswick, ayant rétabli la censure en 1817, nomma Buhle parmi les fonctionnaires chargés de l'exercer. Les sarcasmes et les désagréments de tout genre que lui valut sa position de censeur ne contribuèrent pas peu, dit-on, à abréger sa vie.

## Œuvres
Ses écrits les plus estimés sont :
- Histoire de la philosophie moderne (1806), traduite en français par Jourdan, en 1816.
- Principes d'une encyclopédie générale des sciences ;
- Origine et histoire des rose-croix et francs-maçons (1803, in-8°) ;
- Traité de l'histoire de la philosophie (1796-1804, 8 vol. in-8°).